# Marc Brustenga
Marc Brustenga Masagué (Santa Eulalia de Ronsana, 4 de septiembre de 1999) es un ciclista español que compite en ciclismo en ruta con el Equipo Kern Pharma.
Su punto fuerte son las Clásicas, habiendo sido comparado ya con Juan Antonio Flecha.